# Чемпионат мира по конькобежному спорту на отдельных дистанциях 2023 — командная гонка (женщины)
Соревнования в командной гонке среди женщин на чемпионате мира по конькобежному спорту на отдельных дистанциях 2023 года прошли 3 марта на катке «Тиалф», Херенвен, Нидерланды.

## Результаты
| Место | Страна                                                        | Время           | Отставание      |
| ----- | ------------------------------------------------------------- | --------------- | --------------- |
| 1     | Канада · Валери Мальте · Ивани Блонден · Изабель Вайдеман     | 2:54.58         |                 |
| 2     | Япония · Момока Хорикава · Аяно Сато · Сумирэ Кикути          | 2:57.30         | +2.72           |
| 3     | США · Миа Килбург · Джорджия Биркеланд · Бриттани Боу         | 3:00.39         | +5.81           |
| 4     | Китай · Хань Мэй · Ли Циши · Чэнь Аоюй                        | 3:00.99         | +6.41           |
| 5     | Норвегия · Aurora Løvås · Рагне Виклунд · Софи Каролин Хёуген | 3:01.13         | +6.55           |
| 6     | Польша · Каролина Босек · Магдалена Чыщонь · Ольга Качмарек   | 3:03.84         | +9.26           |
| 7     | Германия · Леа Софи Шольц · Михелле Уриг · Йози Хофман        | 3:08.88         | +14.30          |
|       | Нидерланды · Йой Бёне · Ирен Схаутен · Марейке Груневауд      | Дисквалификация | Дисквалификация |

- Показавшая лучший результат команда Нидерландов была дисквалифицирована за не соблюдение формы защитной одежды